# Taufbecken Nointel (Oise)

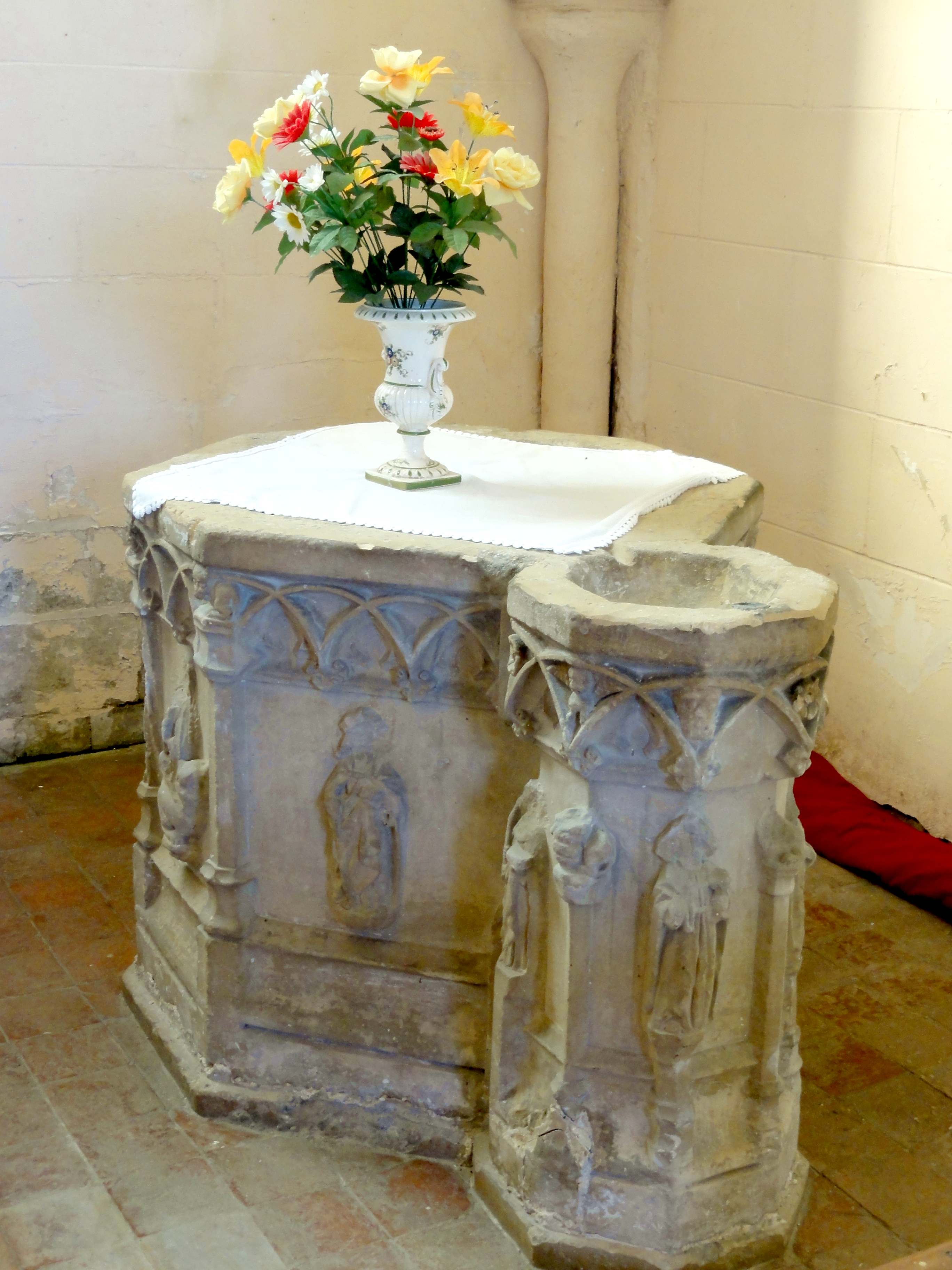
Taufbecken in Nointel

Das Taufbecken in der katholischen Pfarrkirche St-Vaast in Nointel, einer französischen Gemeinde im Département Oise in der Region Hauts-de-France, wurde um 1400 geschaffen. Im Jahr 1908 wurde das gotische Taufbecken als Monument historique in die Liste der geschützten Objekte (Base Palissy) in Frankreich aufgenommen.
Das 89 cm Taufbecken aus Kalkstein ist aus einem Steinblock gearbeitet. Es ist achteckig und reich mit Reliefs verziert, die aus Säulen, Bögen, Dreipässen und pflanzlichen Motiven bestehen. Auf den Flächen zwischen den Säulen sind die Taufe Jesu, die heilige Margareta von Antiochia, weitere Heilige und Engel dargestellt. Teile der Reliefs fehlen.
Das größere Becken diente zur Taufe, das kleinere als Piscina. 

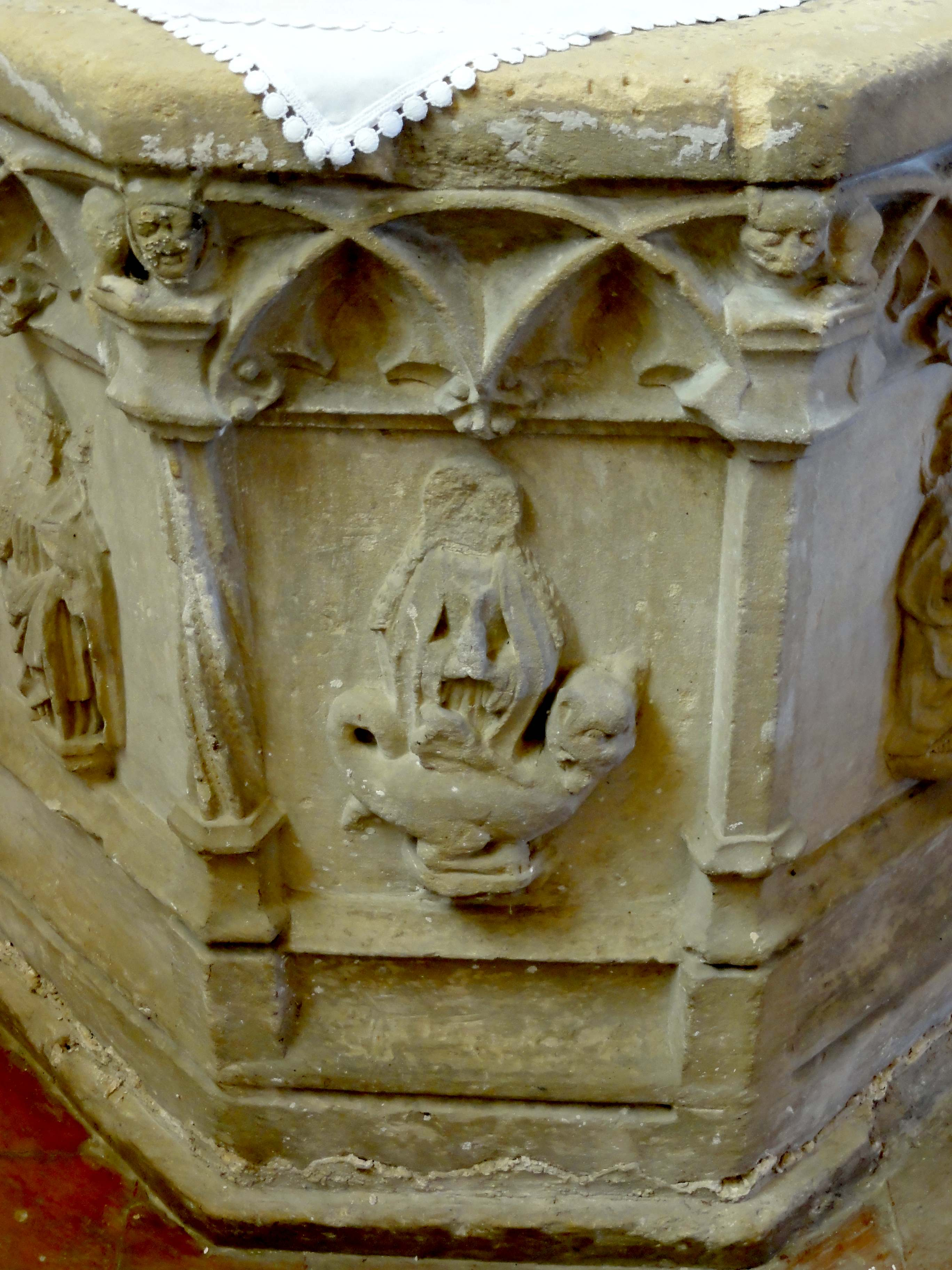
Heilige Margareta mit den Drachen
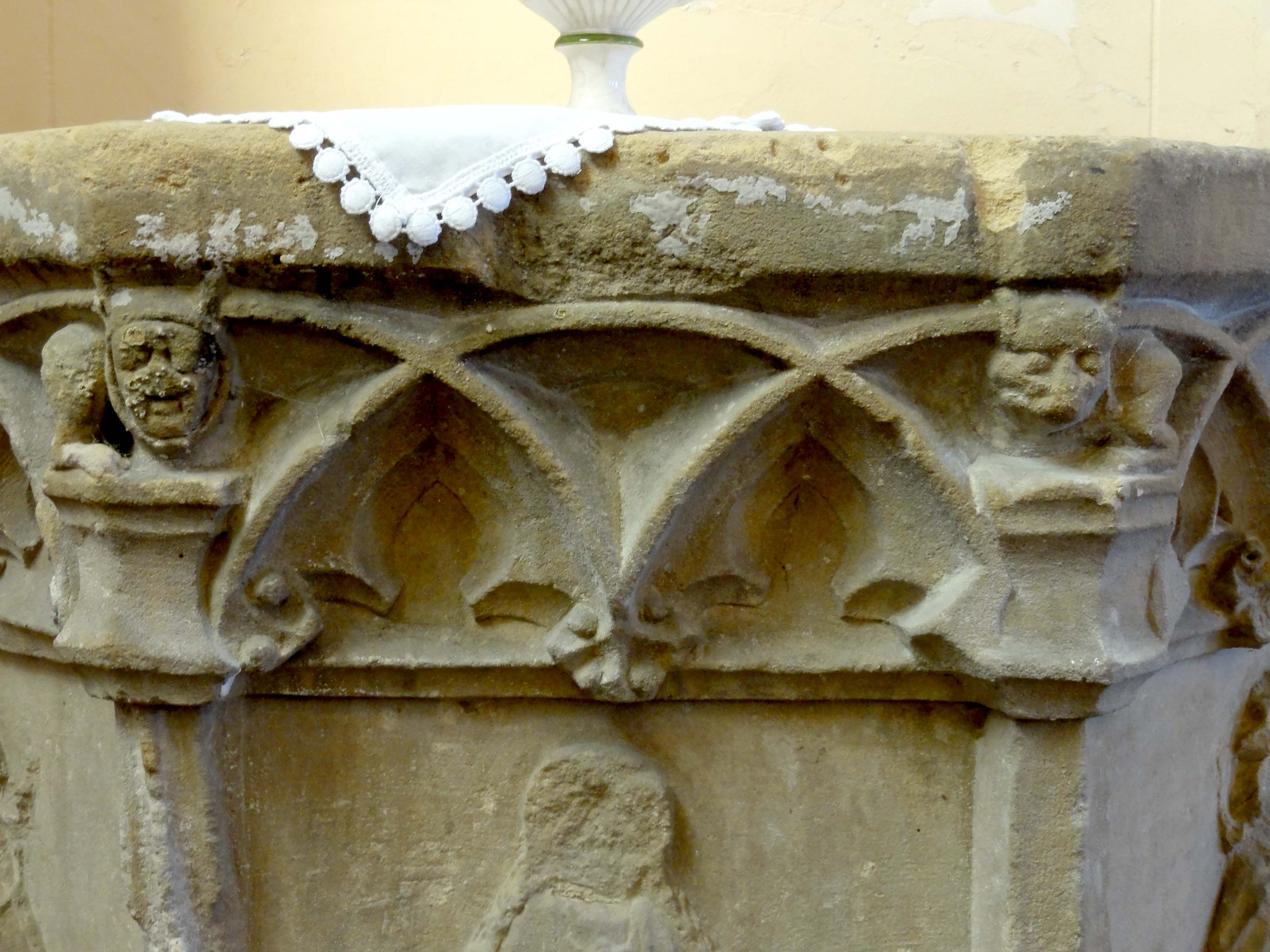
Dekor
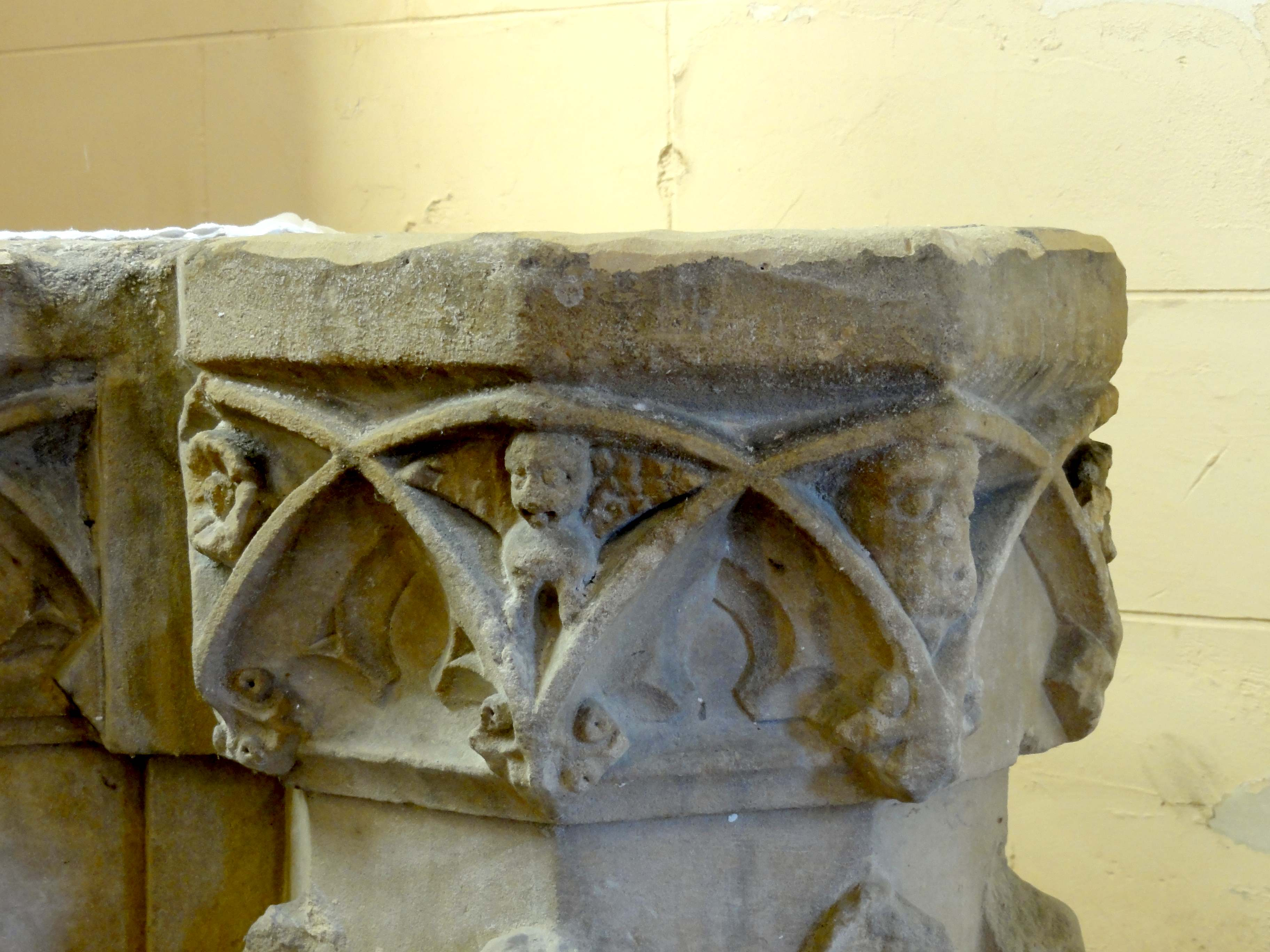
Dekor